# Led Zeppelin – The 1980s, Part One
Led Zeppelin – The 1980s, Part One – amerykańska trasa koncertowa Led Zeppelin, zaplanowana na jesień 1980 r. Została odwołana, gdyż dwa dni przed rozpoczęciem prób do trasy John Bonham zmarł wskutek przedawkowania alkoholu.

## Planowany przebieg trasy
1. 17 października 1980 – Montreal, Kanada – Montreal Forum
2. 19 października 1980 – Landover, Maryland, USA – Capital Centre
3. 20 października 1980 – Landover, Maryland, USA – Capital Centre
4. 22 października 1980 – Filadelfia, Pensylwania, USA – Philadelphia Spectrum
5. 23 października 1980 – Filadelfia, Pensylwania, USA - Philadelphia Spectrum
6. 26 października 1980 – Richfield, Ohio, USA – Richfield Coliseum
7. 27 października 1980 – Richfield, Ohio, USA – Richfield Coliseum
8. 29 października 1980 – Detroit, Michigan, USA – Joe Louis Arena
9. 30 października 1980 – Detroit, Michigan, USA – Joe Louis Arena
10. 1 listopada 1980 – Buffalo, Nowy Jork, USA – War Memorial Auditorium
11. 3 listopada 1980 – Filadelfia, Pensylwania, USA - Philadelphia Spectrum
12. 4 listopada 1980 – Filadelfia, Pensylwania, USA – Philadelphia Spectrum
13. 6 listopada 1980 – Pittsburgh, Pensylwania, USA – Pittsburgh Civic Arena
14. 7 listopada 1980 – Pittsburgh, Pensylwania, USA - Pittsburgh Civic Arena
15. 9 listopada 1980 – Saint Paul, Minnesota, USA – Civic Center Arena
16. 10 listopada 1980 – Chicago, Illinois, USA – Chicago Stadium
17. 12 listopada 1980 – Chicago, Illinois, USA – Chicago Stadium
18. 13 listopada 1980 - Chicago, Illinois, USA - Chicago Stadium
19. 15 listopada 1980 – Chicago, Illinois, USA – Chicago Stadium